# Ribes hirtellum
Ribes hirtellum är en ripsväxtart som beskrevs av André Michaux. Ribes hirtellum ingår i släktet ripsar, och familjen ripsväxter. Inga underarter finns listade i Catalogue of Life.

## Bildgalleri

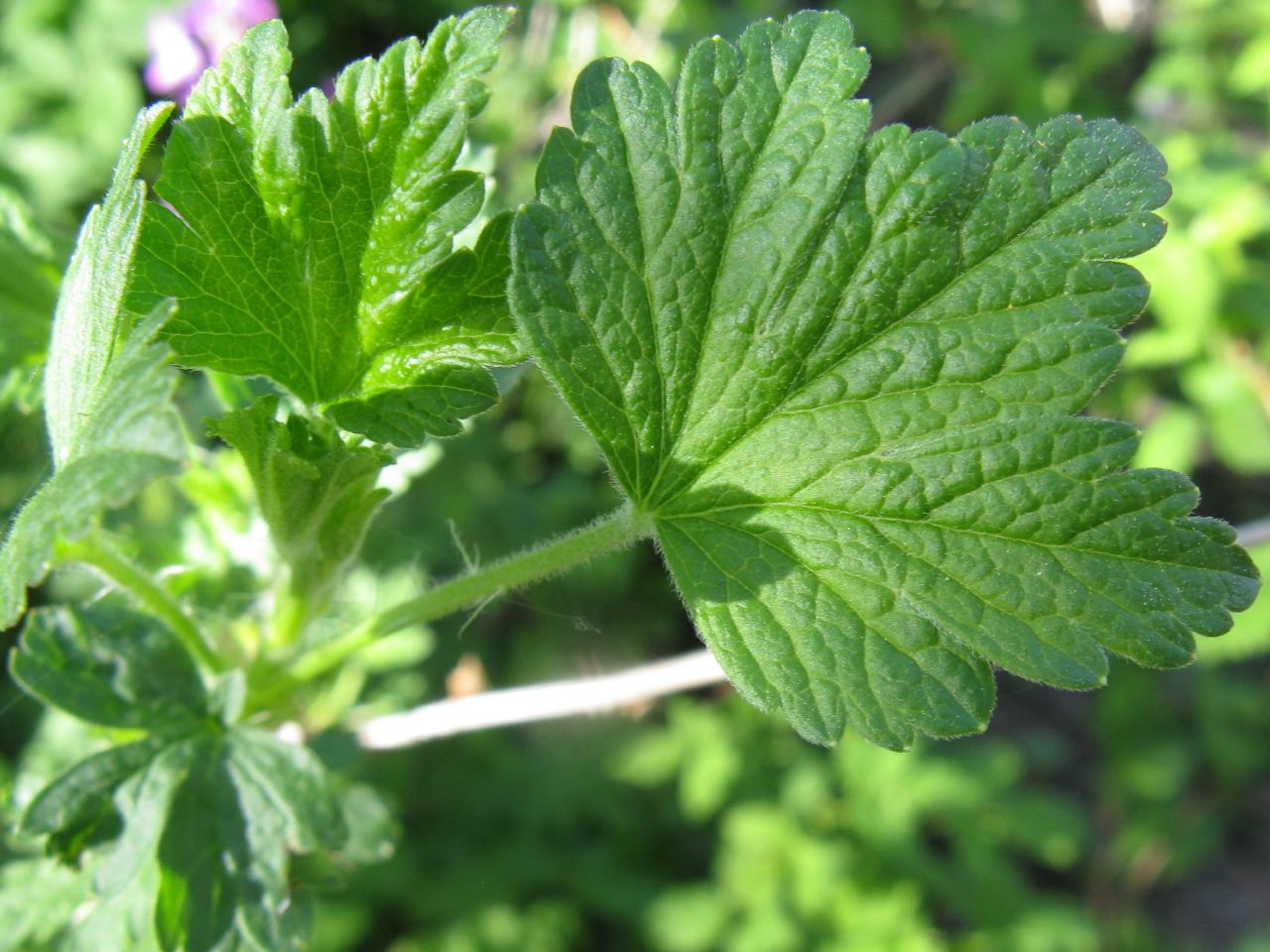
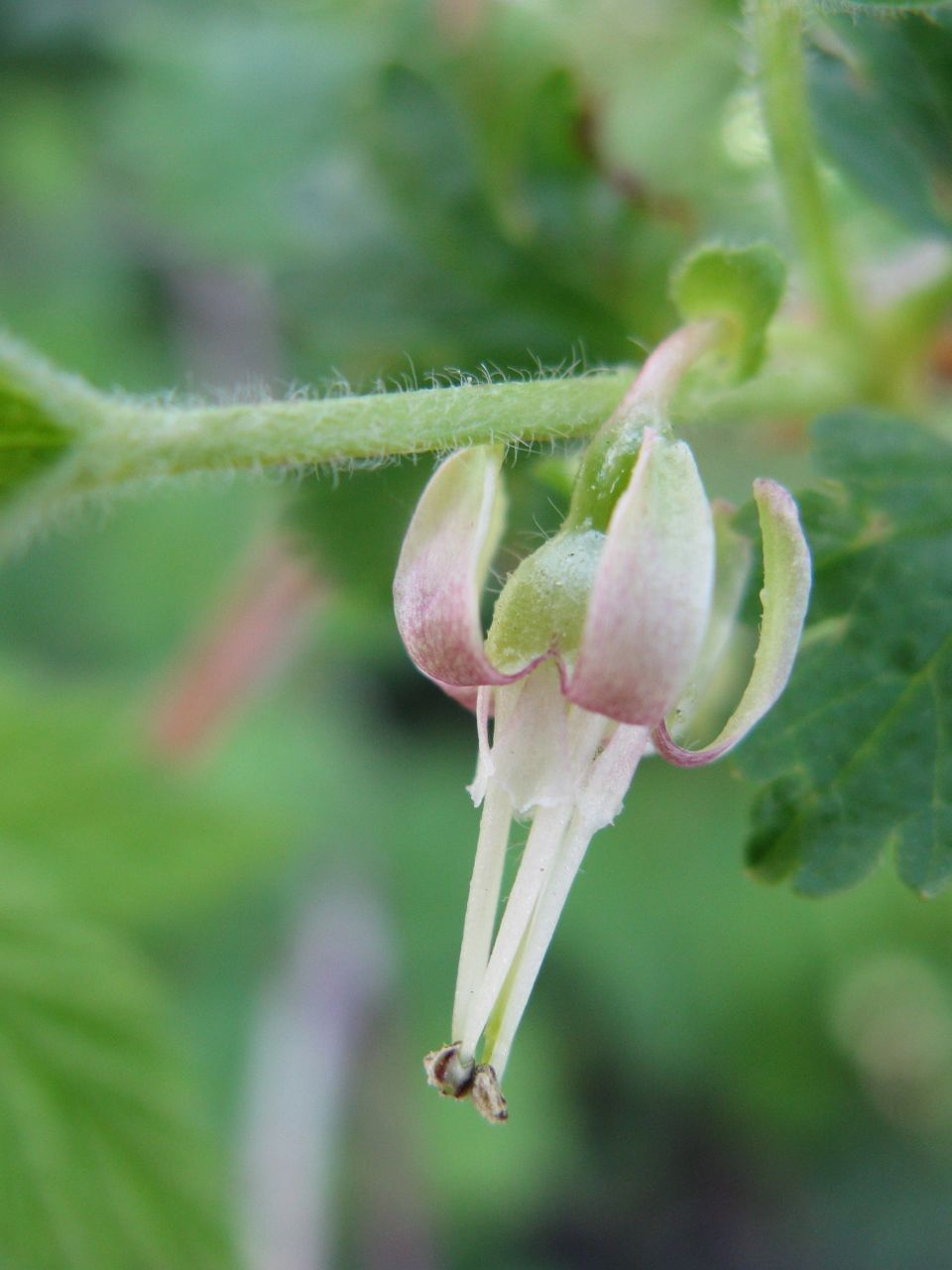
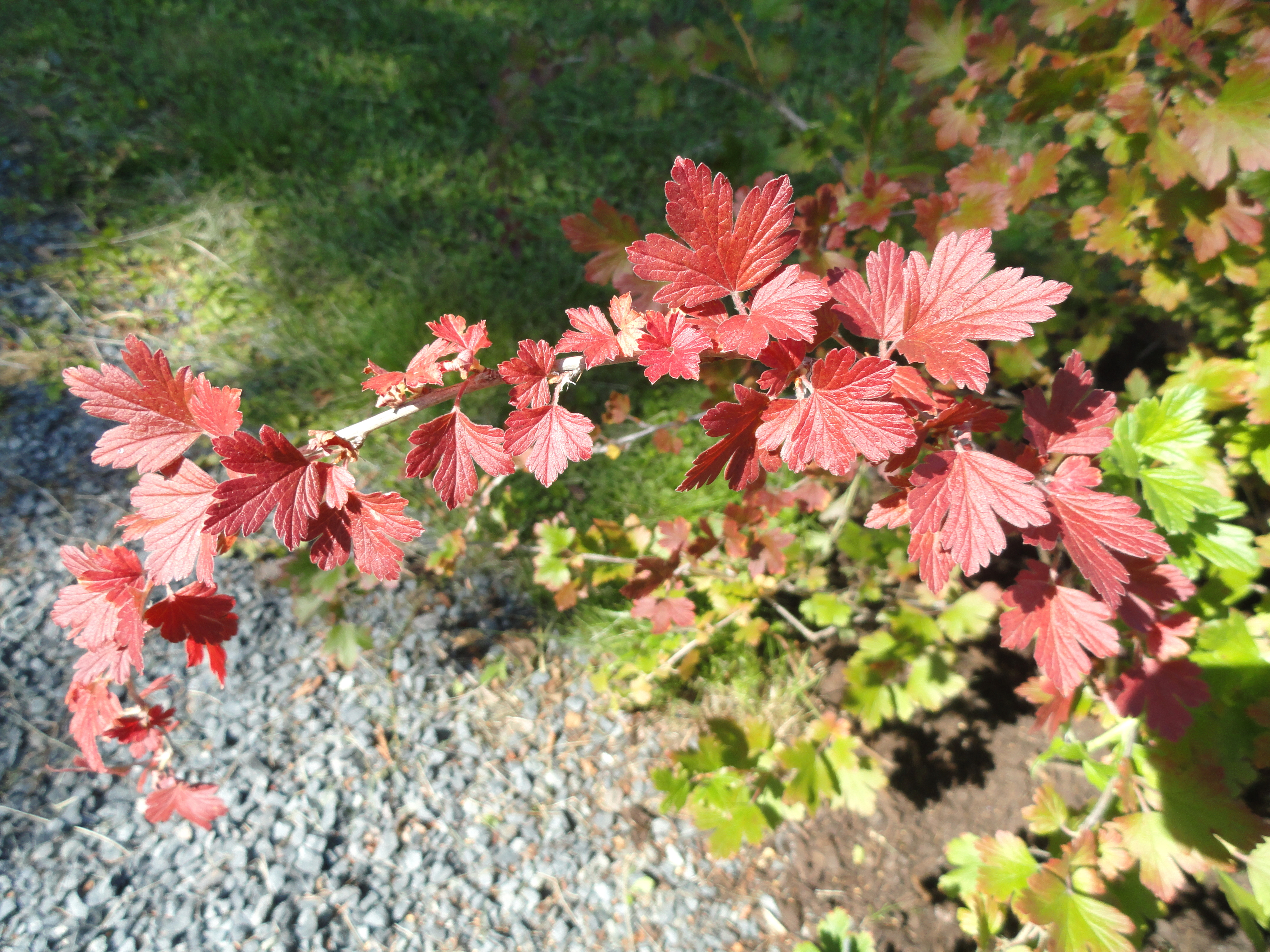